# 구글 드로잉
구글 드로잉(Google Drawings)은 구글이 제공하는 웹 기반 구글 문서 편집기의 일부로 포함된 다이어그램 표현 소프트웨어이다. 이 서비스는 구글 문서, 구글 시트, 구글 슬라이드, 구글 폼, 구글 사이트, 구글 킵도 포함한다. 구글 드로잉은 웹 애플리케이션으로, 또 구글의 크롬 OS의 데스크톱 애플리케이션으로 사용할 수 있다. 이 앱을 통해 사용자는 플로차트, 조직도, 웹사이트 와이어프레임, 마인드맵, 개념도, 기타 유형의 다이어그램을 온라인에서 다른 사용자들과 함께 실시간으로 만들고 편집할 수 있다. 2010년 4월 12일 구글 문서 드로잉(Google Docs Drawings)이라는 이름으로 첫 선을 보였다.